# بوب ليزلي
بوب ليزلي هو مدرب هوكي جليد كندي، ولد في 25 يناير 1950 في Carberry, Manitoba ‏ في كندا.